# Феофанов, Василий Григорьевич
Василий Григорьевич Феофанов (2 марта 1914 — 21 марта 1944) — гвардии старший сержант, старший разведчик 172-го гвардейского артиллерийского полка 79-й гвардейской стрелковой Запорожской ордена Ленина Краснознаменной орденов Суворова и Богдана Хмельницкого дивизии 8-й гвардейской армии 3-го Украинского фронта, Герой Советского Союза (13.09.1944).

## Биография
Родился 2 марта 1914 года в поселок Медный Рудник Екатеринбургского уезда (ныне г. Верхняя Пышма, Свердловская область).
С 1918 года проживал в поселке Широкая Речка г. Екатеринбурга. Окончил 7 классов и торфяной техникум. Работал на Верхне-уфалейском заводе металлургического машиностроения.
С осени 1939 года по весну 1940 года Василий Григорьевич принимал участие в Советско-финской войне, в составе снайперских спецподразделений по противодействию финским «кукушкам».
На фронт призван 23 августа 1941 года. Участвовал в боях на Сталинградском. Юго-Западном, 3-м Украинском фронтах. Был старшим разведчиком 172-го гвардейского артиллерийского полка 79-й гвардейской стрелковой Запорожской Краснознаменной дивизии.
Погиб в бою 21 марта 1944 года. Звание Героя СССР присвоено 13 сентября 1944 года (посмертно). Похоронен в братском захоронении села Спиридоновка Николаевской области (Украина).

## Награды и звания
- Звание Герой Советского Союза(посмертно). Указ Президиума Верховного Совета СССР от 13 сентября 1944 года :
  - Орден Ленина,
  - Медаль «Золотая Звезда».
- Орден Красной Звезды. Приказ командира 79-й гвардейской стрелковой дивизии № 32/н от 18 октября 1943 года.
- Медаль «За боевые заслуги». Приказ командира 172-го гвардейского артиллерийского полка № 9/н от 7 августа 1943 года.
- Медаль «За оборону Сталинграда». Указ Президиума Верховного Совета СССР от 22 декабря 1942 года.

## Факты
О его подвиге рассказывает на уроке Лёша Бартенев в фильме «Подранки» (35-36-я минуты).